# K S K
「K S K」（ケイ・エス・ケイ）は、日本のシンガーソングライター・DAIGOの4作目（通算10作目）のシングル。

## 概要
- 前作「CHANGE !!/心配症な彼女」から約1年9か月ぶりのシングル。
- DAIGO名義としては初めて両A面ではなく単曲A面シングルとして発売された。
- 今作は同年4月29日に執り行った北川景子との結婚披露宴『DKW』で未発表曲として披露された楽曲で、同宴に参列した音楽番組関係者から出演オファーを受けたり、DAIGOが自身のアメーバブログで音源化の可否をファンに投げかける投稿をした際にコメントで音源化を望む声が多数あったこと、また、所属レコード会社であるビーイングに問い合わせが殺到したことを踏まえて急遽協議され発売が決定。6月15日に発売されるCDのパッケージ盤の前に5月20日から6月14日まで期間限定でレコチョクにて配信発売された。なお、『DKW』参列者には引出物として先行配布されていた[1][2]。
- 表題曲はサンリオエンターテイメント『サンリオピューロランド ミラクリュージョン★Happiness』のテーマソングに起用された。
- ジャケットの異なる初回限定盤とウェディング盤の2形態で発売された。初回限定盤は白いタキシード姿のDAIGOが楽曲に込めた想いを反映して毛糸で紡いだハートを抱えるジャケットアートワークで、特典として表題曲のミュージッククリップとオフショット映像を収録したDVDが同梱された。ウェディング盤は前述の引出物として参列者に配布されていた盤で、先行配信用ジャケットと同じジャケットアートワークとなっており、DAIGOのアイデアで歌詞に出てくる交換日記をイメージしてデザイン。表題曲のピアノバージョンがボーナストラックとして追加収録された[1][2]。
- 今作で『ミュージックステーション』及び『ミュージックステーションスーパーライブ』に初出演を果たした[注 1][注 2][3][4]。
- オリコン週間チャート初登場6位を獲得。4作連続でのトップ10入りを果たした。

## 収録曲
| 全作曲: DAIGO。 |                             |       |            |               |
| #               | タイトル                    | 作詞  | 作曲・編曲 | 編曲          |
| 1.              | 「K S K」                   | DAIGO | DAIGO      | Kotaro Kusuno |
| ウェディング盤. | 「K S K 〜Piano Version〜」 | DAIGO | DAIGO      | Daisuke Ikeda |
| 3.              | 「K S K 〜Karaoke〜」       |       | DAIGO      | Kotaro Kusuno |

### 解説
1. K S K
タイトルは「結婚してください」と「奇跡」を意味するDAI語。DAIGOが北川景子へのプロポーズをした際に、DAI語で返答できず後悔していた北川に対し、もう一度プロポーズして返事をもらおうという思いから書き下ろされた楽曲。結婚披露宴『DKW』にてサプライズで初披露され、北川はこれに対し「HI（はい）」と応えたという[1]。
ミュージッククリップは白のタキシードで歌唱するシーンと、当日の結婚披露宴の模様で構成されている[5][6]。
2. K S K 〜Piano Version〜
ウェディング盤のみに収録されているボーナストラックで、表題曲のピアノバージョン。
3. K S K 〜Karaoke〜
表題曲のカラオケバージョン。

## タイアップ
- サンリオエンターテイメント『サンリオピューロランド ミラクリュージョン★Happiness』テーマソング (#1)

## インストアイベント
今作を引っ提げてのインストアイベントが下記3都市3会場で開催された。
| 年月日        | 開始時間 | 会場                                          | 都道府県 |
| ------------- | -------- | --------------------------------------------- | -------- |
| 2016年6月15日 | 17:00〜  | 池袋サンシャインシティ・アルパ地下1階噴水広場 | 東京都   |
| 2016年6月17日 | 18:00〜  | あべのキューズモール・3階スカイコート         | 大阪府   |
| 2016年6月18日 | 13:00〜  | イオンレイクタウン・mori棟1階木の広場         | 埼玉県   |
| 2016年6月18日 | 17:00〜  | イオンレイクタウン・mori棟1階木の広場         | 埼玉県   |